# Ганичев, Валерий Николаевич
Вале́рий Никола́евич Га́ничев (3 августа 1933, Пестово, Ленинградская область — 8 июля 2018, Переделкино) — советский и российский писатель, журналист, общественный деятель, доктор исторических наук (1978), председатель Союза писателей России с 1994 по 2018 год. Заслуженный работник культуры РСФСР (1988).

## Биография
По этническому происхождению наполовину болгарин. В. Н. Ганичев родился 3 августа 1933 года в Пестово (ныне Новгородская область). До Великой Отечественной войны жил в Омской области. Окончил среднюю школу в Полтавской области.
В 1956 году окончил исторический факультет КГУ имени Т. Г. Шевченко. Работал в Николаеве.
в начале 1960-х годов попал под влияние антикоммунистических и православно-монархических (однако с многочисленными оговорками) деятелей И. Глазунова и В. Солоухина. В. Ганичев был одни из основных участников движения русских националистов, известного как «русская партия», общепризнанный «вождь» «русской партии». Член «павловцев», группы русских националистов в рядах ЦК ВЛКСМ во главе с первым секретарем последней Сергеем Павловым, ученик идеолога «группы Павлова» А. Никонова, лидер «младших павловцев». Ганичев был активным участником и организатором «павловских» идеологических инициатив, ориентированных на молодёжь. Группа Ганичева сформировалась вокруг издательства «Молодая гвардия» и «Русского клуба» в ВООПИиКе, представляя собой дружеский круг молодых православных антикоммунистических гуманитариев (историков, филологов и литературоведов). Сам В. Ганичев отрицал существование «русской партии», рассматривая движение как общность единомышленников, которые делают «русское дело».
Ганичев активно лоббировал интересы И. Глазунова и В. Солоухина и интересы их единомышленников из группы П. Павлиевского — В. Кожинова. В то же время он имел контакты со всеми группами писателей, сторонников русского национализма, с профессиональными «антисионистами», а также националистически настроенными военными и ветеранами. Работы их всех он публиковал в издательстве «Молодая гвардия». Участвовал в политических действиях, связанных с аппаратом ЦК КПСС. Персональным покровителем Ганичева был помощник Л. Брежнева В. Голиков. Участвовал в деятельности неформального «колхоза» М. Алексеева. Являлся важнейшей фигурой в деле организации политического прикрытия деятельности «русской партии».
Оказывал покровительство монархически настроенным деятелям. Признавал заслуги И. Сталина по строительству советской державы и в борьбе с евреями. В воспоминаниях В. Ганичева, которые относятся к его работе в журнале «Молодая гвардия» в середине 1960-х годов, имеется наиболее раннее из известных упоминание о использования термина «кремлевские жены» — жёны-еврейки, которые, по убеждениям русских националистов, управляют своими мужьями-партократами.
В 1961 году пришёл к Ю. Мелентьеву с предложением издать книгу для студентов и стал выдвиженцем последнего. В начале 1960-х годов был заместителем А. Никонова в журнале «Молодая гвардия»
С конца 1960-х годов был тесно связан с группой «антисионистов», однако не претендовал на «изучение» «сионизма» и ограничивался чтением, критикой и содействием в издании работ членов «антисионистского кружка».
Организатор патриотического «Советско-болгарского клуба творческой молодёжи» националистической направленности, первое заседание которого состоялось в 1967 году.
В 1967—1968 годах заведующий отдела пропаганды и агитации ЦК ВЛКСМ. Ему покровительствовал Е. Тяжельников (с приходом Тяжельникова на пост первого секретаря ЦК ВЛКСМ Ганичев получил должность директора издательства «Молодая гвардия»; после перевода Тяжельникова в 1977 году на должность заведующего отделом пропаганды ЦК КПСС, в 1978—1980 годах Ганичев являлся главным редактором «Комсомольской правды»). С 1968 по 1978 год — директор издательства ЦК ВЛКСМ «Молодая гвардия». Издательство находилось под контролем «русской партии». Другой влиятельной фигурой в «Молодой гвардии» в 1969—1975 годах являлся С. Семанов, найденный и поставленный на пост заведующего редакцией популярной серии «Жизнь замечательных людей» самим Ганичевым. После ухода Ганичев оставил на своём месте второго человека в издательстве — главного редактора В. Осипова, чем обеспечил преемственность традиций «группы Павлова».
Кандидат исторических наук (1972, диссертация «Система комсомольской печати СССР и её роль в революционном воспитании подрастающего поколения (1918—1925)»), в 1977 году на факультете журналистики МГУ защитил диссертацию «Молодёжная печать. История, опыт, проблемы» на соискание степени доктора исторических наук.
Был одним из основных творцов антилиберальной «кампании» 1977—1982 годов. Итоговая цель этой фракции «русской партии» заключалась в том, чтобы через критику либералов и скрытых евреев и через призывы к более агрессивному курсу во внешней политике и прекращению разрядки восполнить предполагаемую идейную пустоту брежневского правления и занять ключевые посты в идеологической сфере. На большее участники «русской партии» не рассчитывали.
С 1978 по 1980 год — главный редактор газеты «Комсомольская правда». В 1981 году снят с этого поста. Комментируя эти события, Александр Яковлев писал: «В духовной атмосфере тех лет агрессивно националистическое крыло увидело реальные возможности для практических действий но, видимо, поторопилось». Признание В. Ганичева в качестве политического лидера доходило до того, что на одном из застолий за него подняли тост, как за будущего генсека. С. Куняев считал, это и было причиной увольнения Ганичева в 1980 года с поста главного редактора «Комсомольской правды». По мнению самого Ганичева, причиной стали происки недоброжелателей, неверно трактовавших тост, что вызвало негативную реакцию М. Суслова.
С 1981 по 2001 год — главный редактор журнала «Роман-газета».
С 1994 года по 2018 год был председателем Союза писателей России. Был заместителем главы Всемирного русского народного собора — ежегодного общественно-политического форума, который учреждён и курируется Московской патриархией.
С 1998 года является главным редактором журнала «Роман-журнал. XXI век». С 1994 по 2018 год — председатель Правления Союза писателей России.
В 2001 году способствовал канонизации Фёдора Ушакова. Входил в число членов возглавляемого М. И. Кодиным «Интеллектуально-делового клуба», объединяющего респектабельных сторонников коммуно-патриотической оппозиции.
В 2006—2008 годах член Общественной Палаты Российской Федерации. Заместитель председателя Комитета в защиту отечественной культуры. Сопредседатель фонда «Русская национальная школа». Председатель Комиссии по общественным наградам и вопросам увековечивания в Российской Федерации. Член Петровской академии наук и искусств. Академик негосударственных общественных организаций: Международной Славянской академии, Международной Академии информатизации, Академии творчества, Академии российской словесности.
8 июля 2018 года скончался после продолжительной болезни. Свои соболезнования родным и близким Валерия Ганичева выразил Президент России Владимир Путин.

Могила Валерия Ганичева в Переделкино

Похоронен в Переделкино.

## Некоторые работы
- Из истории становления системы комсомольской печати // Позывные истории. Вып. 2. — М., 1970.
- Боевой опыт комсомольской печати (1917—1925). — М., 1973.
- Молодёжная печать: история, теория, практика. — М., 1976.
- Наследники. — М., 1977.
- Ганичев В. Н. Тульский энциклопедист: Историческое повествование со взглядом в день нынешний, о писателе, ученом, мыслителе, поэте, исследователе, о врачевателе, садов насаждателе Андрее Тимофеевиче Болотове, жившем в XVIII—XIX вв. — Тула: Приок. кн. изд-во, 1986. — 160 с. — 30 000 экз.
- Росс непобедимый: Историческое повествование. — М.: Воениздат, 1985.
- Ушаков. М.: Мол. гвардия, 1990. — (ЖЗЛ).
- Духовные, державные и культурные святыни России в деле воспитания молодёжи // Сборник пленарных докладов Х Международных Рождественских образовательных чтений. — М. : Отдел религиозного образования и катехизации Русской Православной Церкви, 2002. — 352 с. — С. 107—114.
- Ганичев В. Н. О русском / Отв. ред. О. А. Платонов. — М.: Институт русской цивилизации, 2013. — 832 с. — ISBN 978-5-4261-0049-7

## Награды и премии

### Советские и российские

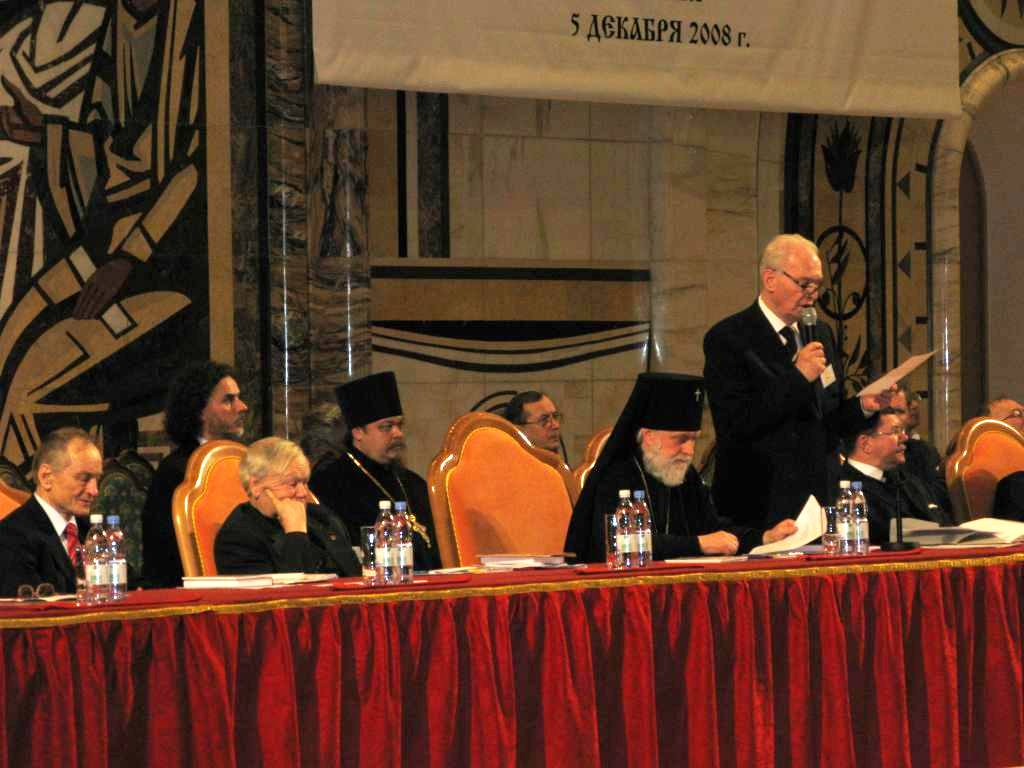
В.Ганичев на мероприятии, посвящённом кончине Патриарха Алексия II

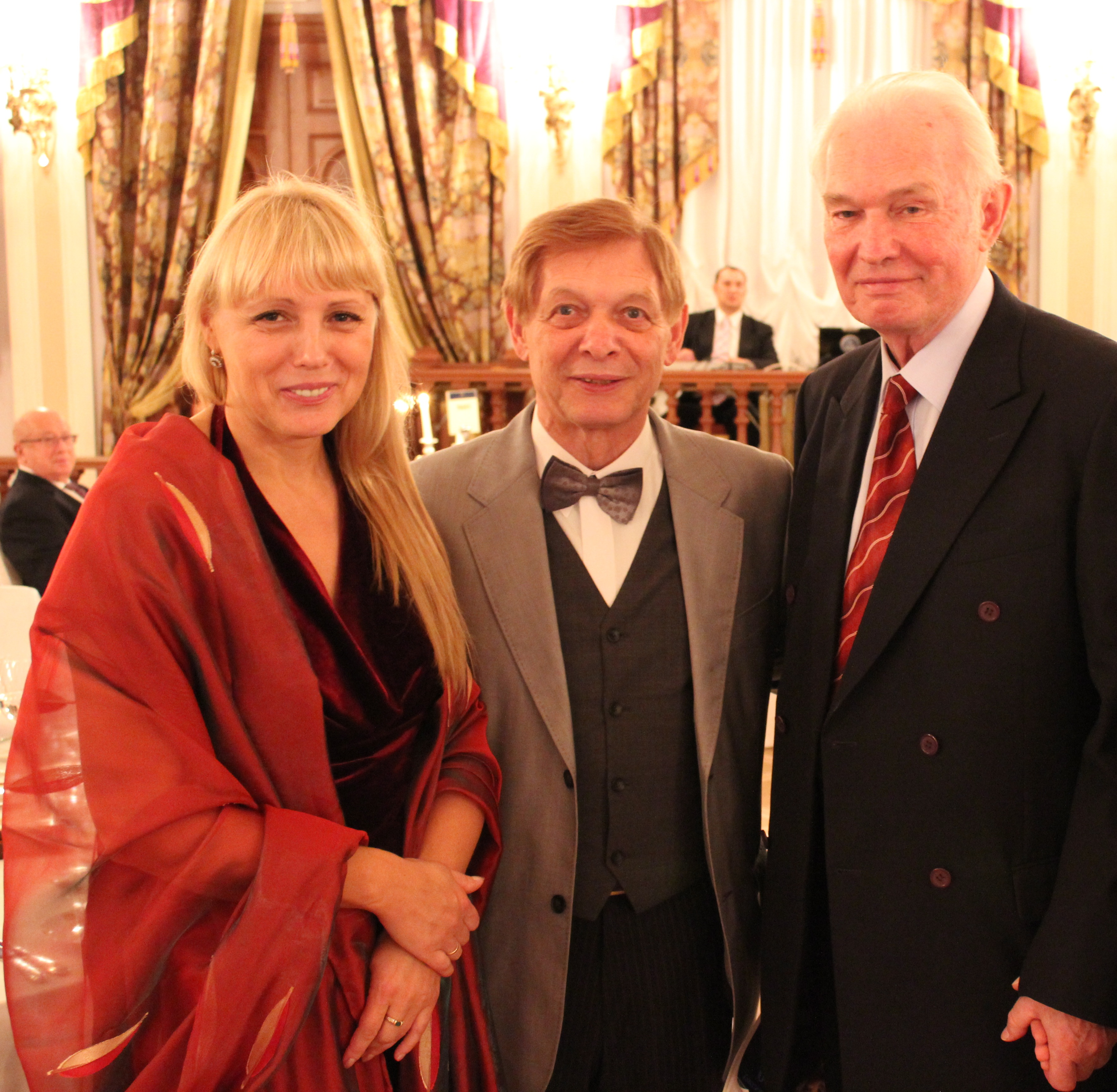
После церемонии награждения литературной премией «Александр Невский»: Марина Колотило, Эдуард Хиль и председатель Союза писателей России Валерий Ганичев.
12 сентября 2011 года, «Талеон Клуб», Санкт-Петербург

- орден Почёта (15 февраля 2006 года) — за заслуги в области культуры и искусства, многолетнюю плодотворную работу[32]
- орден Дружбы (14 августа 2014 года) — за большие заслуги в развитии отечественной культуры и искусства, телерадиовещания, печати, связи и многолетнюю плодотворную деятельность[33]
- юбилейная медаль «100 лет Транссибирской магистрали» (2001)
- орден Трудового Красного Знамени
- два ордена «Знак Почёта»
- медаль «Ветеран труда»
- медаль «За укрепление боевого содружества»
- почётное звание «Заслуженный работник культуры РСФСР» (22 марта 1988 года) — за заслуги в области советской культуры и многолетнюю плодотворную работу[34]
- премия Ленинского комсомола (1978) — за работы по истории ВЛКСМ и международного молодёжного движения
- Почётный железнодорожник[35]
- Почётная грамота Московской городской Думы (10 июля 2013 года) — за заслуги перед городским сообществом и в связи с юбилеем[36]

### Иностранные
- медаль Франциска Скорины (Белоруссия, 29 октября 2003 года) — за значительный личный вклад в развитие гуманитарного сотрудничества между Республикой Беларусь и Российской Федерацией, направленные на укрепление белорусско-российской дружбы[37]
- орден «Трудовая слава» (Приднестровская Молдавская Республика, 13 октября 2003 года) — за заслуги в создании и становлении писательской организации Приднестровской Молдавской Республики, пропаганду литературных произведений приднестровских авторов в Российской Федерации, организацию Дней литературы Приднестровья в городе Москва и в связи с 70-летием со дня рождения[38]
- медаль «10 лет Приднестровской Молдавской Республике» (Приднестровская Молдавская Республика, 20 октября 2000 года) — за большой вклад в развитие и укрепление дружественных отношений и братских связей с народом Приднестровской Молдавской Республики[39]

### Конфессиональные
- медаль «За други своя» (награда Общероссийского общественного движения «Россия Православная»)[40]
- Орден преподобного Сергия Радонежского II степени (РПЦ; б декабря 1999) — «Во внимание к деятельному и плодотворному участию в работе Всемирного Русского Народного Собора и в связи с 2000-летием Рождества Христова»[41]
- Орден преподобного Сергия Радонежского I степени (РПЦ, 2013 год) — во внимание к трудам во благо Церкви и Отечества и в связи с 80-летием со дня рождения[42].
- орден святого благоверного князя Даниила Московского II степени (РПЦ)
- орден святого равноапостольного великого князя Владимира II степени (РПЦ)
- орден священномученика во имя Исидора Юрьевского III степени (автономная Эстонская Православная Церковь Московского Патриархата; в Таллине, 2007) — за вклад в создание и развитие Всемирного Русского Народного Собора[43].

### Литературные
- памятная медаль «100 лет со дня рождения великого русского писателя, лауреата Нобелевской премии М. А. Шолохова» (Министерство культуры и массовых коммуникаций Российской Федерации, 9 июня 2005 года) — за активное участие в подготовке и проведении ряда мероприятий, посвященных празднованию 100-летия со дня рождения М. А. Шолохова[44]
- Большая литературная премия России СПР (2003) — за романы «Адмирал Ушаков», «Росс непобедимый», повесть «Дорожник»
- премия имени Александра Грина (2003)
- Литературная премия имени С. Т. Аксакова
- Литературная премия «Прохоровское поле»
- Международная литературная премия имени Ф. М. Достоевского (Таллин, 2007)
- Литературная Бунинская премия (2011)
- Патриаршая литературная премия (2014)[45]